# Naissance en 1184
Naissance
- 1180
- 1181
- 1182
- 1183
- 1184
- 1185
- 1186
- 1187
- 1188

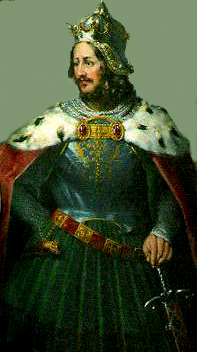
Guillaume de Lunebourg, né en 1184.

Cette page dresse une liste de personnalités nées au cours de l'année 1184 :
- 11 avril : Guillaume de Lunebourg, duc de Lunebourg.

- Guigues VI de Viennois, ou André Dauphin de Bourgogne, comte d'Albon et du Viennois.
- Higo Jōkei, sculpteur bouddhiste.
- Ahmad al-Tifachi, poète, écrivain et anthologiste berbero-arabe.

date incertaine (vers 1184)
- David Ier de Trébizonde, co-empereur de Trébizonde.

## Crédit d'auteurs
- Cet article est partiellement ou en totalité issu de l'article intitulé « 1184 » (voir la liste des auteurs).